# James Homer Wright
James Homer Wright (Pittsburgh, 8 aprile 1869 – Boston, 3 gennaio 1928) è stato un patologo statunitense.

## Attività scientifica
Nel 1903 descrisse il parassita della leishmaniosi cutanea. A lui si deve la tecnica di colorazione omonima e da lui prendono il nome le rosette di Homer Wright.
Nel 1924 pubblicò, insieme a Frank Burr Mallory, Pathological Technique: a Practical Manual for the Pathological Laboratory, per diversi anni uno dei testi di riferimento per l'anatomia patologica.